# Petter Stråhle
Petter Stråhle, född i 22 april 1720 i Matsbo i Norrbärke socken, Kopparbergs län, död 22 februari 1765 i Klara församling, Stockholm, var en svensk orgelbyggare.

## Biografi
Petter Stråhle föddes 22 april 1720 på Matsbo i Norrbärke socken. Han var son till bokhållaren Hans Stråhle och Anna Schultze. Stråhle var elev i orgelbyggeri från 1735 hos farbrodern Daniel Stråhle. Han fick privilegier 1748 och ingick bolag tillsammans med Jonas Gren. År 1755 bodde han i Katarina församling i Stockholm där han ägde fastigheten med dagens adress Fjällgatan 34. 
Petter Stråhle avled den 22 februari 1765 i Klara församling i Stockholm och begravdes den 28 samma månad i Kungsholmens församling i Stockholm.

## Gesäller och lärlingar
- 1755 Matts Brandberg
- 1755 Johan Forsberg
- 1755 Niclas Ullgren
- 1755 Matts Swanberg
- 1755–1763 Carl Wåhlström (orgelbyggargesäll)
- 1760 Anders Nordenberg
- 1760 Johan Arborelius
- 1760–1763 Lars Fredrik Hammardahl (organist)
- 1761–1763 Fredrik Salling (lärling)
- 1761–1763 Olof Schwan (lärling)
- 1761–1765 Johan Westelman (lärling)
- 1763 Hans Bergstedt (snickargesäll)
- 1763 Eric Lindström (snickargesäll)
- 1761 Abraham Swanström Siuk (lärling)

## Orgelverk
1758 reparerade Stråhle en orgel i Möklinta kyrka. Orgeln var uppsatt 1644 av okänd orgelbyggare och hade 8 stämmor. Den var tidigare reparerad 1739 av Daniel Stråhle.